# アザーライフ
『アザーライフ』は、2006年10月28日よりロードショー公開された日本映画。翌年DVD発売。ディースクエアピクチャーズ製作。
接点のない人生を送る12人の男女の人間模様と運命を描いたミステリードラマ。日本初の映画製作全面参加型個人スポンサーシステムを採用した作品。研究開発職に従事する現役サラリーマンである赤地義洋が監督・脚本を手がけ、異例のキャリアによる劇場ロードショー公開を実現させた。

## キャスト
- 大杉航一郎 - 遠藤憲一
- マキ - 金田美香
- 成本恭平 - 岡田達也
- 美優 - 清水ゆみ
- 藤堂修 - 笠原浩夫
- 恩田友則 - 岩﨑大
- 中田大輔 - 山本芳樹
- 小菅友美 - 徳澤直子
- 内藤雄二 - 大内厚雄
- 大杉葵 - 木内晶子
- 日向直之 - 松田悟志
- 典光 - 池田成志

## スタッフ
- アソシエイトプロデューサー：フェン・チャンゴン
- プロデューサー・監督・脚本：赤地義洋
- 撮影：曽根剛
- 照明：清井俊樹
- 録音：清水信宜
- 監督助手：高橋亮